# Formica mucescens
Formica mucescens är en myrart som beskrevs av Wheeler 1913. Formica mucescens ingår i släktet Formica och familjen myror. Inga underarter finns listade i Catalogue of Life.

## Bildgalleri

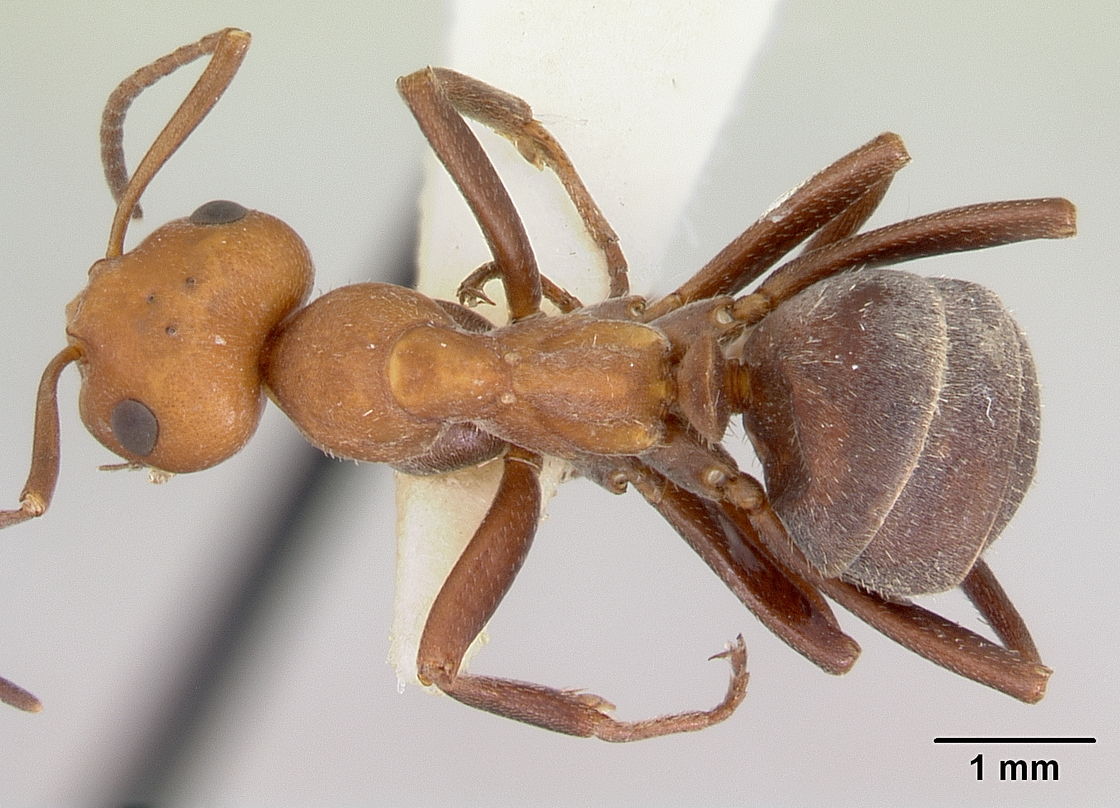
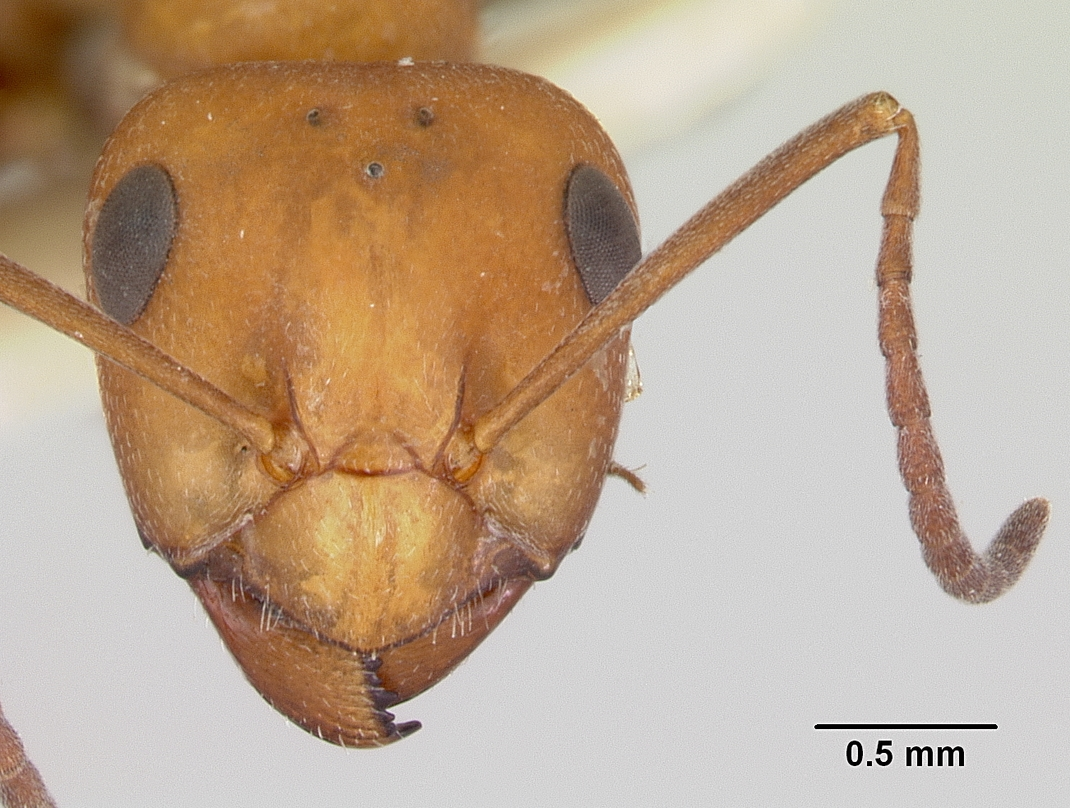
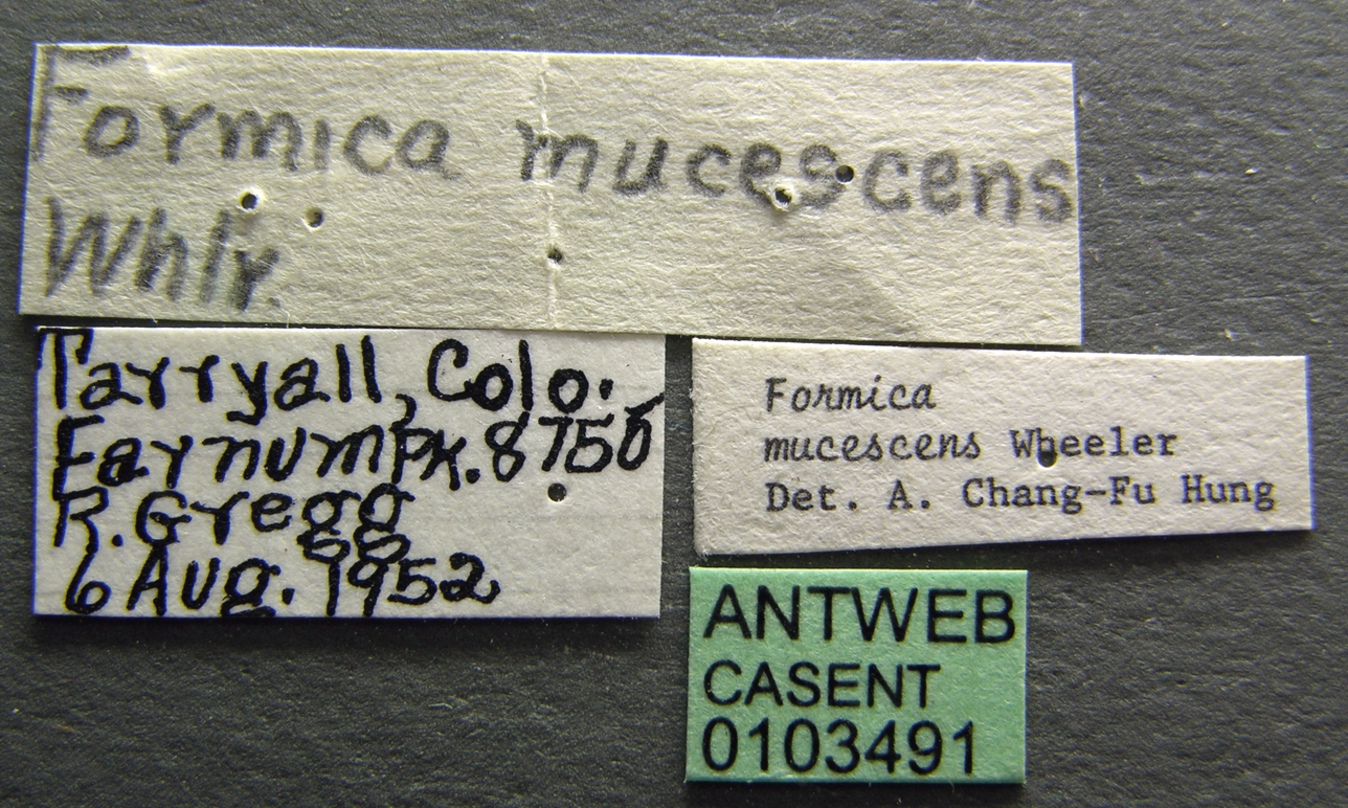
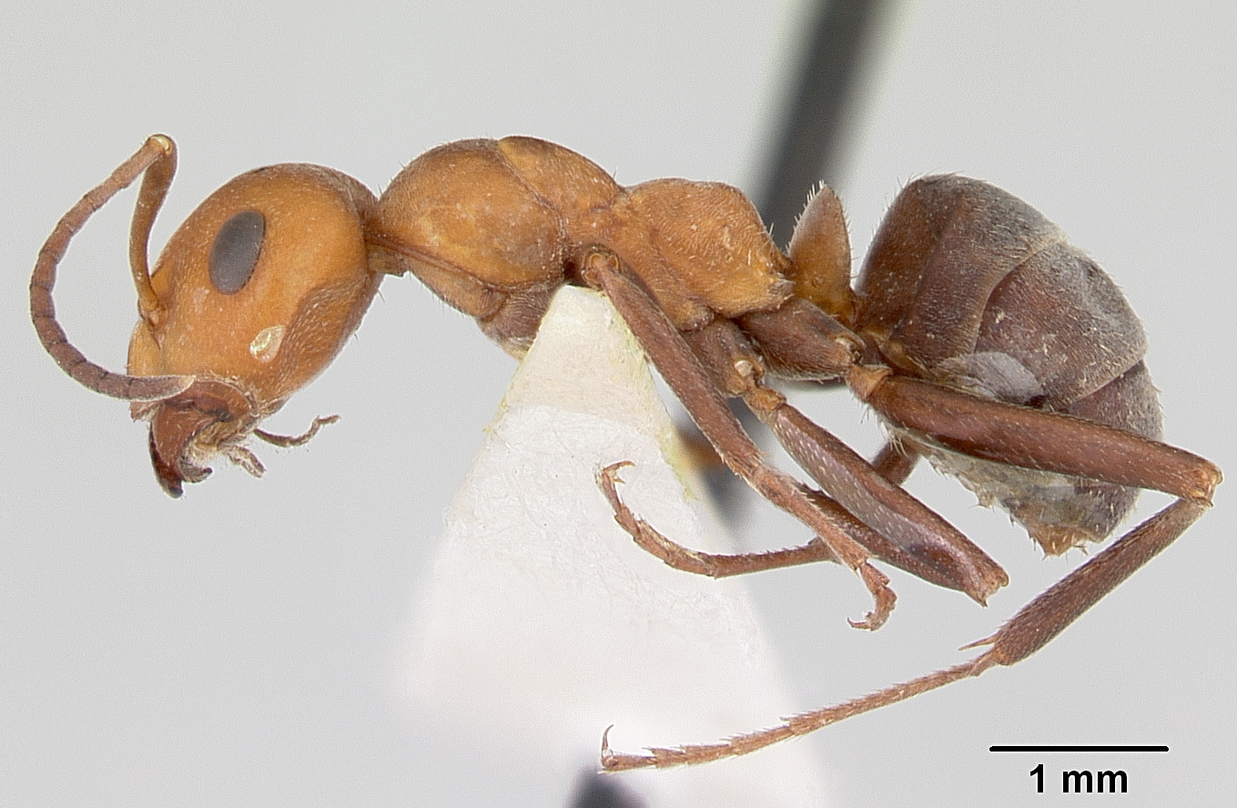
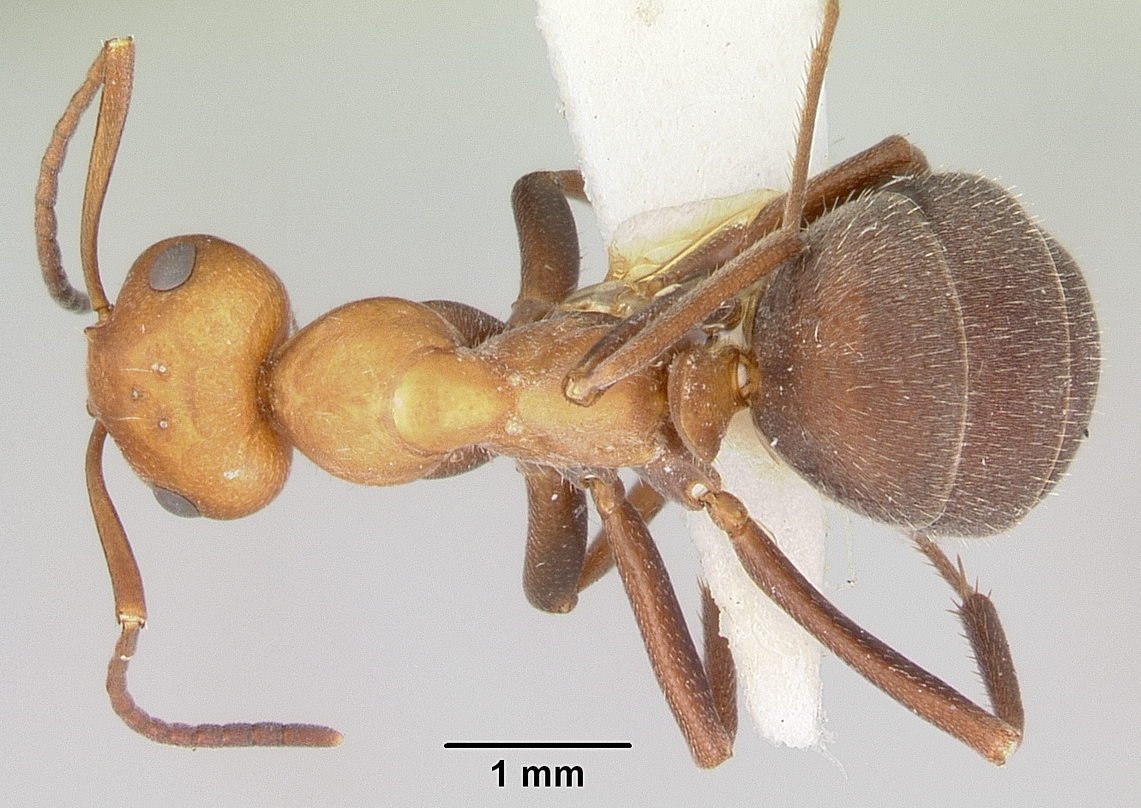
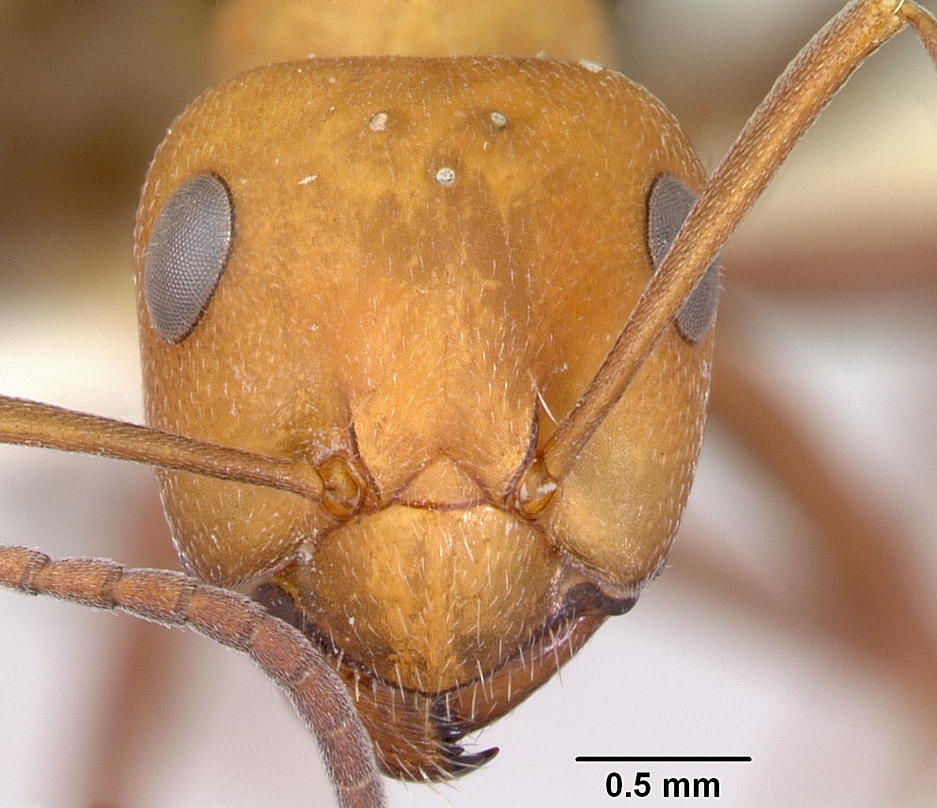